# هجوم بارهام
هجوم بارهام هي افتتاحية هجومية للأبيض متفرعة عن اللعبة المفتوحة وتظهر بعد النقلات التالي:

2.Qh5
سميت باسم اللاعب برنارد بارهام ولها أسماء عديدة مختلفة وتعتبر افتتاحية للمبتدئين ورمزها في موسوعة افتتاحيات الشطرنج هو ...

## تقييم
تنتهك هذه الافتتاحية مبدأ معروفا في الافتتاحيات بنشر الملكة باكرا، ما يعرضها للهجوم (رغم أنها آمنة نسبيا بعد الانسحاب إلى f3). مع ذلك تسبب الافتتاحية للأسود بعض المشاكل ولا تترك له الحرية في نشر قطعه إما بـ Nc6، Bc5، Nf6 بأريحية وتجبره على حماية البيدق e ( عادة بلعب 2...Nc6) وبعد 3.Bc4 الأبيض مضطر للدفاع ضد المات إما بـ 3...g6 ( إلزام الأسود فرضيا بفيانشيتو فيل الملك) أو 3...Qe7 (إعاقة طريق الفيل)، أو 3...Qf6 (حجز أفضل مربع للحصان).
هدف 2.Qh5 هو الربح السريع فبعد نقلات خاطئة مثل 2...g6؟؟ 3.Qxe5+ لا يفقد الأسود بيدقا وحسب وإنما القلعة في h8 كذلك، والهدف الثاني هو القيام بإماتة نابليون مثال:  Qxf7#.4 Nf6 Bc4.3 Nc6 Qh5.2 ثم مرة أخرى مع ربما  Qxf7#.5 Bg7 Qf3.4 g6...3 غير أنه يمكن للأسود تجنب هذه الفخاخ باللعب الصحيح وربح الوقت من انسحاب ملكة الأبيض ونشر قطعه ثم أخذ المبادرة لاحقا.
رغم ذلك فهذه الافتتاحية حسب هيكارو ناكامورا يمكن اللعب بها في المستوى العالي حيث لعبها في مباراته ضد كريشنان ساسيكيران في بطولة سايجيمن 2005  وقال «أعتقد أن 2.Qh5 يمكن اللعب بها، في الواقع حصلت على وضعية جيدة بها وكنت قريبا من الفوز لو لعبت 23.e5» 